# Campeonato Asiático de Atletismo de 2023 - 10000 m masculino
A prova dos 10000 metros masculino do Campeonato Asiático de Atletismo de 2023 foi disputada no dia 12 de julho de 2023, no Estádio Nacional, em Banguecoque, na Tailândia.

## Recordes
Antes desta competição, os recordes mundiais e do campeonato nesta prova eram os seguintes:
|                       | Nome                  | Nacionalidade | Tempo      | Local     | Data                   |
| --------------------- | --------------------- | ------------- | ---------- | --------- | ---------------------- |
| Recorde mundial       | Joshua Cheptegei      | Uganda        | 26m 11s 00 | Valência  | 7 de outubro de 2020   |
| Recorde do campeonato | Ali Hasan Mahboob     | Bahrein       | 28m 23s 70 | Guangzhou | 14 de novembro de 2009 |
| Recorde asiático      | Abdullah Ahmad Hassan | Catar         | 26m 38s 76 | Bruxelas  | 5 de setembro de 2003  |

## Medalhistas
| Ouro             | Prata                  | Bronze             |
| Ren Tazawa (JPN) | Shadrack Kimutai (KAZ) | Abhishek Pal (IND) |

## Cronograma
Todos os horários são locais (UTC+7)
| Data        | Hora  | Evento |
| ----------- | ----- | ------ |
| 12 de julho | 19:25 | Final  |

## Resultado final
A final ocorreu no dia 12 de julho às 19:25.
| Posição           | Atleta                | Nacionalidade | Tempo    | Notas           |
| ----------------- | --------------------- | ------------- | -------- | --------------- |
| Medalha de ouro   | Ren Tazawa            | Japão         | 29:18.44 |                 |
| Medalha de prata  | Shadrack Kimutai      | Cazaquistão   | 29:31.63 |                 |
| Medalha de bronze | Abhishek Pal          | Índia         | 29:33.26 |                 |
| 4                 | Hayato Imae           | Japão         | 29:34.28 |                 |
| 5                 | Gulveer Singh         | Índia         | 29:53.69 |                 |
| 6                 | Gantulga Dambadarjaa  | Mongólia      | 30:31.35 |                 |
| 7                 | Chen Tianyu           | China         | 30:41.00 |                 |
| 8                 | Shokhrukh Davlyatov   | Uzbequistão   | 30:59.80 |                 |
| 9                 | Rikki Martin Simbolon | Indonésia     | 31:17.12 |                 |
| 10                | Deepak Adhikari       | Nepal         | 31:18.96 |                 |
| 11                | Agus Prayogo          | Indonésia     | 31:39.75 |                 |
| 12                | Sanchai Namkhet       | Tailândia     | 32:31.86 |                 |
| 13                | Nattawut Innum        | Tailândia     | 32:31.86 |                 |
| 14                | Arlan Arbois          | Filipinas     | 32:51.06 | Recorde pessoal |
| 15                | Tse Chun Yin          | Hong Kong     | 32:21.06 |                 |
| 99                | Sonny Wagdos          | Filipinas     | DNF      |                 |

Legenda
| Recorde mundial       | Recorde mundial (World record)               |                       | Recorde africano                      | Recorde africano (African) |                                           | Q | Classificado por posição (Qualified) |
| Recorde do campeonato | Recorde do campeonato (Championship record)  | Recorde da América    | Recorde da América (Americas)         | q                          | Classificado por melhor tempo (Qualified) |   |                                      |
| Melhor marca do ano   | Melhor marca do ano (World leading)          | Recorde asiático      | Recorde asiático (Asian)              | DNS                        | Não largou (Did not start)                |   |                                      |
| Recorde nacional      | Recorde nacional (National record)           | Recorde europeu       | Recorde europeu (European)            | DNF                        | Não terminou (Did not finish)             |   |                                      |
| Recorde pessoal       | Recorde pessoal do atleta (Personal best)    | Recorde da Oceania    | Recorde da Oceania (Oceania)          | DSQ / DQ                   | Desclassificado (Disqualified)            |   |                                      |
| Recorde da temporada  | Recorde da temporada do atleta (Season best) | Recorde sul-americano | Recorde sul-americano (South America) | NM                         | Sem marca (No mark)                       |   |                                      |